# Klonownica Mała
Klonownica Mała is een plaats in het Poolse district  Bialski, woiwodschap Lublin. De plaats maakt deel uit van de gemeente Janów Podlaski en telt 190 inwoners.